# 佐真下
佐真下（さました、方言ではさましちゃ）は沖縄県宜野湾市の地名。
北側は普天間飛行場、西側が大謝名、東側は宜野湾、志真志、我如古、南側は真栄原の各部落と接している。
アメリカ海兵隊普天間飛行場の3つのゲートのうちのマエハラゲートがある。また普天間飛行場への飛行進入口もある。

## 地域
- 字佐真下（嘉数中学校側）
- 真栄原3丁目（旧佐真下 沖縄カトリック小学校側）

## 地理
沖縄本島中部、那覇市の北約10Kmにある宜野湾市の南側。

## 歴史
戦前、本島南部の那覇、首里と北部の国頭（くにがみ）を結ぶ交通の要衝で、琉球松の並木道が続く美しい風景を形作っていたという。
しかし1945年、沖縄戦のさなかに宜野湾一帯がアメリカ軍の支配下に置かれると、大山部落と宜野湾部落の間にあった佐真下部落のほとんどがアメリカ軍に接収され、2,400m級の滑走路を持つ飛行場が建設された。
1964年1月4日佐真下郷友会が発足したが、1965年には自治会が消滅した。最後の自治会長は渡名喜庸三。

## 街の概要

### 字佐真下
閑静な住宅街。沖縄国際大学と隣接する。土地区画整理中。
- タウンプラザかねひで沖国大前店
- セイワスーパー
- きせストア
- 真栄原団地
- 佐真下琉生団地
- あんず食堂
- 悠楽（中華食堂）

### 真栄原3丁目
土地区画整理が終了し真栄原3丁目に名称が変更される。真栄原3丁目1番～9番はもともと真栄原区
。
- カトリック沖縄学園
  - マリア園
  - 沖縄カトリック幼稚園
  - 沖縄カトリック小学校
  - 沖縄カトリック中学校
  - 沖縄カトリック高等学校
- さつき保育園
- 佐真下公園
- おおぶき公園
- ぐんばる公園
- サンエーV21食品館さました店
- 宜野湾整形外科
- いなふくクリニック
- 神元内科
- まえはら内科
- 宜野湾レディースクリニック
- エンゼル歯科
- 生田歯科
- 山内耳鼻咽喉科

## 隣接する地域
- 宜野湾
- 我如古
- 真栄原
- 真志喜
- 大山
- 大謝名